# Albuca dyeri
Albuca dyeri är en sparrisväxtart som först beskrevs av Karl von Poellnitz, och fick sitt nu gällande namn av John Charles Manning och Peter Goldblatt. Albuca dyeri ingår i släktet Albuca och familjen sparrisväxter. Inga underarter finns listade i Catalogue of Life.